# 64

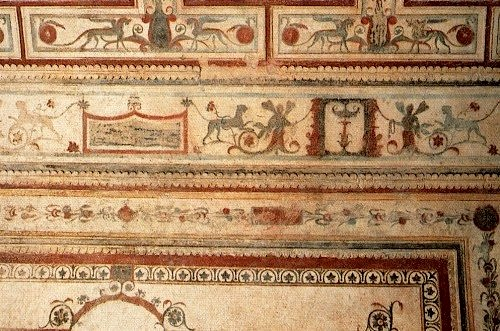
Fresco in de Domus Aurea.

Het jaar 64 is het 64ste jaar in de 1ste eeuw volgens de christelijke jaartelling.

## Gebeurtenissen

### Italië
- 19 juli - Grote brand van Rome: In het handelsgedeelte van de stad breekt een brand uit. Het centrum, voornamelijk bestaande uit houten huizen, wordt in de komende zes dagen voor meer dan de helft verwoest. De vuurzee legt het Forum Boarium, de Aventijn en de keizerlijke paleizen op de Palatijn in de as. Keizer Nero wordt ervan verdacht de brand te hebben aangestoken, maar hij geeft de schuld aan de christenen en laat ze vervolgen. Na de brand wordt de stad herbouwd en Nero laat op een van de Zeven heuvels van Rome de Domus Aurea ("het Gouden Huis") bouwen.
- Nero voltooit de haven van Ostia (Portus Ostiensis). De nieuwe haven is voorzien van pakhuizen en pieren, met een vuurtoren. Volgens schattingen wordt er jaarlijks tot wel 270.000 ton tarwe gelost.[1]
- De apostel Petrus wordt op de Vaticaanse Heuvel gekruisigd. Zichzelf niet waardig oordelend om dezelfde kruisdood te ondergaan als de Messias, sterft hij ondersteboven hangend aan het kruis.

### Palestina
- Gessius Florus volgt Lucceius Albinus op als procurator over Judea. Hij stimuleert de corruptie in het land en laat bandieten dorpen plunderen zonder rechtsvervolging.

## Geboren
- Philo van Byblos, Grieks historicus en schrijver (overleden 141)

## Overleden
- Petrus, een van de Twaalf Apostelen van Jezus Christus